# Silent Hill 4: The Room
Silent Hill 4: The Room is een computerspel ontwikkeld en uitgegeven door Konami voor de PlayStation 2, Xbox en Windows. Het survival horrorspel is uitgekomen in Japan op 17 juni 2004, in de VS op 7 september 2004 en in Europa op 17 september 2004.

## Plot
In het dorpje South Ashfield volgt de speler het personage Henry Townshend, die een poging doet om te ontsnappen aan zijn afgesloten appartement. Henry komt gedurende het spel een serie bovennatuurlijke werelden tegen, en komt in conflict met een ondode seriemoordenaar.

## Spel
Doel van het spel is zien uit te vinden hoe Henry Townshend kan ontsnappen uit zijn appartement. Hij kan via gaten in de muur in andere delen van het level komen. Het spel richt zich op de gevechten met de ondode wezens en geesten die zijn levensmeter leegzuigen. De speler kan daarbij diverse handwapens gebruiken. In de tweede helft van het spel wordt Henry geholpen door zijn buurvrouw Eileen Galvin.

## Ontvangst
| Recensiescore       | Recensiescore           |
| Recensieverzamelaar | Score                   |
| ------------------- | ----------------------- |
| Metacritic          | 76% (PS2/Xbox) 67% (PC) |
| Publicist           | Score                   |
| 1UP.com             | B+                      |
| Eurogamer           | 7 (PS2) 6 (Xbox)        |
| GameSpot            | 7,9 (PS2/Xbox) 7,6 (PC) |
| GameSpy             | 4/5                     |
| IGN                 | 8 (PS2/Xbox) 6,9 (PC)   |

Silent Hill 4: The Room ontving overwegend positieve recensies. Men prees de horrorelementen, de spanning die op de juiste momenten aanwezig is, de donkere atmosfeer in het spel en de stemacteurs. Kritiek was er op het enkele bewaarpunt, dat ongewenste voorwerpen niet weggegooid konden worden, en de aanwezigheid van bepaalde puzzels.
Op aggregatiewebsite Metacritic heeft het spel verzamelde scores van 76% (PS2), 76% (Xbox), en 67% (PC).